# Pseudorancea
Pseudorancea är ett släkte av skalbaggar. Pseudorancea ingår i familjen vivlar.
Kladogram enligt Catalogue of Life:
| Pseudorancea | \| \| Pseudorancea armata \| \| \| \| \| \| Pseudorancea nitidula \| \| \| \| \| \| Pseudorancea spissirostris \| \| \| \| \| \| Pseudorancea vivax \| \| \| \| |
|              | \| \| Pseudorancea armata \| \| \| \| \| \| Pseudorancea nitidula \| \| \| \| \| \| Pseudorancea spissirostris \| \| \| \| \| \| Pseudorancea vivax \| \| \| \| |
|              | Pseudorancea armata |
|              | |
|              | Pseudorancea nitidula |
|              | |
|              | Pseudorancea spissirostris |
|              | |
|              | Pseudorancea vivax |
|              | |